# ОШ „Петар Кочић” Темерин
ОШ „Петар Кочић” је једна од основних школа на подручју општине Темерин, Јужнобачки округу. Смјештена је на адреси Народног фронта 80, Темерин. Име је добила по Петру Кочићу српском књижевнику и политичару. Сматра се једним од првих писаца модерне у српској књижевности, али и личношћу која је својим животом и политичком делатношћу постала узор различитим политичким струјама у потоњој историји српског народа.

## Историјат
Школа у Темерину је од 1804. године радила у оквиру Римокатоличке Цркве. Стара школска зграда у Темерину сазидана је 1835. године. Од 1904. године школа се налази на адреси Новосадска 352. У периоду од 1920. до 1924.године врши се на овом простору колонизација солунских добровољаца између Темерина и Бачког Јарка и формира се насеље Старо Ђурђево, које 1932. године добија новосазидану школу. За време Другог светског рата становништво Старог Ђурђева протерују Хортијеви фашисти и колонизирају Чангове. Мађари се 1944. године повлаче, а Срби се враћају. Од 1945 до 1948. године дешава се нова колонизација из Босне. Шездесетих година се дешава још једна спонтана колонизација из босанских села Врбљани, Кључ. У периоду од 1918-1941. сазидана је и ради Нова школа у улици Народног Фронта 84. Она је предвиђена за српску и мађарску децу, са обавезна 4 разреда и необавезним 5. и 6. разредом. Настава у њој се одвија на српском, немачком и мађарском језику. Ова зграда ради све до 1960. године када се формира школа Петар Кочић која се те године сели у зграду дворца Каштел. У нову школу се смешта дечији вртић Вељко Влаховић. Од ове две школе 1950. године се раздвајају две школе, осмолетке за српску децу "Петар Кочић" и за мађарску децу "Кокаи Имре". ОШ "Петар Кочић" званичним решењем формирана је 22. августа 1950. године. У фебруару 1957. године школи "Петар Кочић" припајају 8 одељења школе "Кокаи Имре", те тиме школа постаје двојезична. Директори школе у раном периоду настанка школе били су: Милан Чонкић 1950-1952, Драгомир Клајић 1952-1966, за чијег мандата школа доживљава модернизацију, процват и ангажовање, Петар Пекарић 1966-1970. који започиње градњу новог објекта, 1970. на чело школе долази Богољуб Зец, а 1975. године је довршен нови објекат који и данас постоји и ради као централни објекат.